# Claro Digital
Claro Digital foi uma operadora de telefonia móvel que atuou no estado do Rio Grande do Sul operando na Banda B com tecnologia TDMA. Em 2003, foi uma das formadoras da Claro.

## História
Em uma antecipação para a privatização do sistema Telebrás, foi licitada uma concessão de Banda B de telefonia móvel para a atuação no estado do Rio Grande do Sul.
Fundada em 1998, mas o consórcio era formado pelos canadenses Bell e Telesystem International Wireless, pelo Grupo La Fonte, pelos bancos Opportunity, Citibank e Banco do Brasil (por meio do Banco do Brasil Investimentos) e pelos fundos de pensão Petros, Telos, Sistel, Previ, Fachesf, Aeros, Fapes, Funcef e Valia. Foram os mesmos integrantes que venceram no leilão, a Americel (das regiões Centro-Oeste e parte do Norte).
Em 2002, foi vendida pela Telecom Américas (pertencente a América Móvil, do grupo Telmex).
Em 2003, a Telet foi uma das formadoras da Claro, junto com a BCP, BSE, TESS, ATL e a Americel.